# Engyprosopon osculus
Engyprosopon osculus is een straalvinnige vissensoort uit de familie van botachtigen (Bothidae). De wetenschappelijke naam van de soort is voor het eerst geldig gepubliceerd in 1998 door Amaoka & Arai.